# Diocesi di Greensburg
La diocesi di Greensburg (in latino Dioecesis Greensburgensis) è una sede della Chiesa cattolica negli Stati Uniti d'America suffraganea dell'arcidiocesi di Filadelfia. Nel 2023 contava 135.100 battezzati su 667.700 abitanti. È retta dal vescovo Larry James Kulick.

## Territorio

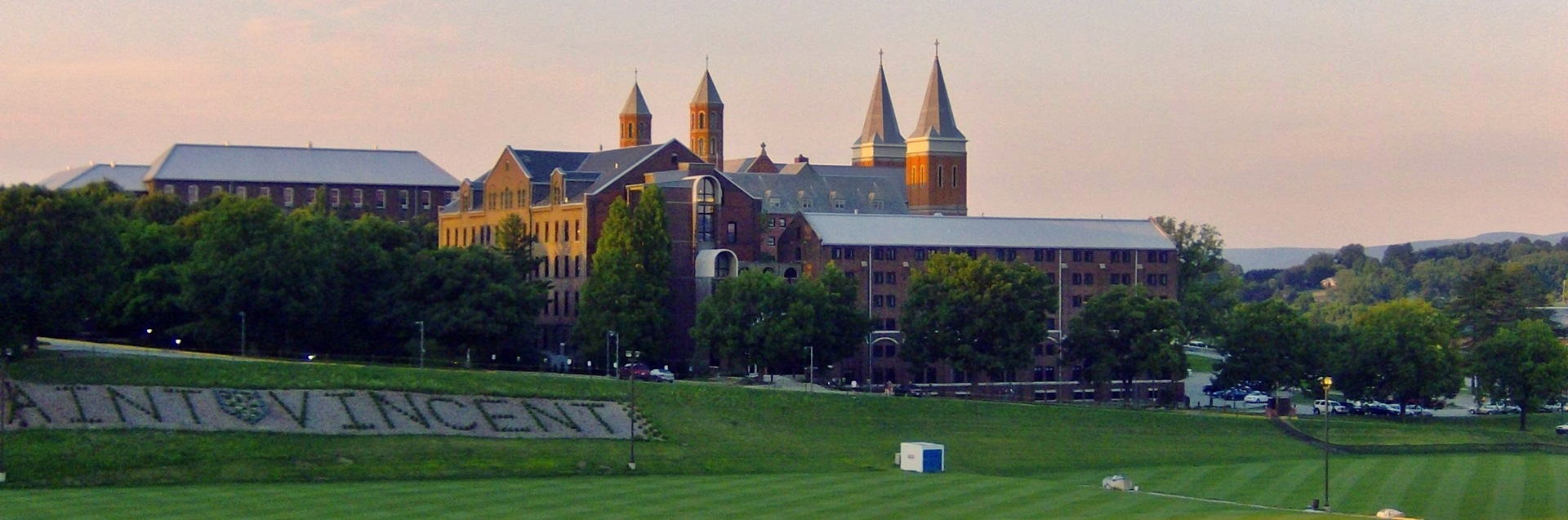
L'arciabbazia di San Vincenzo.

La diocesi comprende 4 contee nella parte sud-occidentale dello stato della Pennsylvania, negli Stati Uniti: Armstrong, Fayette, Indiana e Westmoreland.
Sede vescovile è la città di Greensburg, dove si trova la cattedrale del Santissimo Sacramento (Blessed Sacrament). A Latrobe sorge l'arciabbazia di San Vincenzo, la cui chiesa è elevata al rango di basilica minore.
Il territorio si estende su 8.632 km² ed è suddiviso in 78 parrocchie.

## Storia
La diocesi è stata eretta il 10 marzo 1951 con la bolla Ex supremi apostolatus di papa Pio XII, ricavandone il territorio dalla diocesi di Pittsburgh.
Il 16 dicembre 1960, con la lettera apostolica Qui catholico, papa Giovanni XXIII ha proclamato la Beata Vergine Maria Assunta in Cielo patrona principale della diocesi.

## Cronotassi dei vescovi
Si omettono i periodi di sede vacante non superiori ai 2 anni o non storicamente accertati.
- Hugh Louis Lamb † (28 maggio 1951 - 8 dicembre 1959 deceduto)
- William Graham Connare † (23 febbraio 1960 - 20 gennaio 1987 ritirato)
- Anthony Gerard Bosco † (2 aprile 1987 - 2 gennaio 2004 ritirato)
- Lawrence Eugene Brandt † (2 gennaio 2004 - 24 aprile 2015 ritirato)
- Edward Charles Malesic (24 aprile 2015 - 16 luglio 2020 nominato vescovo di Cleveland)
- Larry James Kulick, dal 18 dicembre 2020

## Statistiche
La diocesi nel 2023 su una popolazione di 667.700 persone contava 135.100 battezzati, corrispondenti al 20,2% del totale.
| anno | popolazione | popolazione | popolazione | presbiteri | presbiteri | presbiteri | presbiteri                | diaconi | religiosi | religiosi | parrocchie |
| anno | battezzati  | totale      | %           | numero     | secolari   | regolari   | battezzati per presbitero | diaconi | uomini    | donne     | parrocchie |
| ---- | ----------- | ----------- | ----------- | ---------- | ---------- | ---------- | ------------------------- | ------- | --------- | --------- | ---------- |
| 1966 | 216.037     | 690.742     | 31,3        | 291        | 167        | 124        | 742                       |         | 158       | 718       | 121        |
| 1970 | 226.018     | 682.776     | 33,1        | 249        | 61         | 188        | 907                       |         | 220       | 646       | 120        |
| 1976 | 229.045     | 698.721     | 32,8        | 281        | 184        | 97         | 815                       | 1       | 137       | 494       | 117        |
| 1980 | 229.105     | 756.173     | 30,3        | 293        | 186        | 107        | 781                       | 1       | 146       | 465       | 118        |
| 1990 | 212.817     | 700.800     | 30,4        | 274        | 162        | 112        | 776                       |         | 136       | 375       | 115        |
| 1999 | 187.166     | 679.421     | 27,5        | 237        | 155        | 82         | 789                       |         | 41        | 286       | 107        |
| 2000 | 185.000     | 679.421     | 27,2        | 210        | 130        | 80         | 880                       |         | 135       | 285       | 105        |
| 2001 | 188.710     | 680.152     | 27,7        | 206        | 129        | 77         | 916                       |         | 123       | 409       | 105        |
| 2002 | 188.301     | 680.152     | 27,7        | 212        | 129        | 83         | 888                       |         | 125       | 285       | 105        |
| 2003 | 183.034     | 681.720     | 26,8        | 205        | 126        | 79         | 892                       |         | 132       | 295       | 103        |
| 2004 | 181.167     | 679.990     | 26,6        | 201        | 122        | 79         | 901                       |         | 123       | 325       | 102        |
| 2006 | 170.486     | 680.630     | 25,0        | 192        | 118        | 74         | 887                       |         | 116       | 206       | 101        |
| 2013 | 165.000     | 699.000     | 23,6        | 173        | 106        | 67         | 953                       | 2       | 117       | 198       | 85         |
| 2016 | 140.382     | 648.897     | 21,6        | 206        | 100        | 106        | 681                       | 6       | 157       | 258       | 78         |
| 2019 | 133.734     | 659.596     | 20,3        | 271        | 102        | 169        | 493                       | 7       | 225       | 206       | 78         |
| 2021 | 135.100     | 666.325     | 20,3        | 236        | 90         | 146        | 572                       | 14      | 197       | 194       | 78         |
| 2023 | 135.100     | 667.700     | 20,2        | 230        | 89         | 141        | 587                       | 11      | 198       | 258       | 78         |